# نادي المضيبي
نادي المضيبي هو نادي كرة قدم عماني تأسس في 1986م، ويلعب في دوري الدرجة الأولى العماني. ويساهم النادي في تفعيل الأنشطة والفعاليات الرياضية من خلال المشاركة في مختلف الفعاليات والأنشطة الرياضية والاجتماعية والثقافية ويشارك في مختلف مسابقات وبرامج الاتحادات الرياضية وكذلك في برامج وفعاليات وزارة الثقافة والرياضة والشباب. وفاز النادي بدوري الدرجة الأولى العماني موسم 2016-2017م. .